# Union pour la France (coalition électorale de 2022)
Vous venez d’apposer le modèle de débat d'admissibilité.
Avant toute chose, veuillez créer la page de débat correspondante en cliquant ici.
- Une fois la page de vote initialisée, rafraîchissez cette page, et le bandeau prendra son aspect définitif.
- Si votre débat d'admissibilité est groupé (le motif et l’argumentation doivent être les mêmes), modifiez cette page pour ajouter au modèle le paramètre « cat » suivi du nom de la page de discussion de l’article pour lequel la page de débat existe déjà (ex. : cat=Discussion:Nom_de_l'autre_article). Ensuite, suivez les nouvelles instructions qui apparaissent.
- Vous pouvez également utiliser le paramètre « type » pour faciliter l’accès aux critères d’admissibilité. Exemple : {{suppression|type=mot-clé}}. Liste des mots-clés existants : fiction, musique, art visuel, fanzine, jeu de société, porno, sportif, association, enseignement, société, site web, route, nombre, (Liste complète ici).

| 1. | Créez la page de débat d'admissibilité.                                                                      | Sauvegardez d’abord la page pour l’initialiser puis indiquez votre motivation.                                             |
| 2. | Important : ajoutez une entrée dans la section Débat d'admissibilité du jour.                                | Utilisez ce texte : *{{L\|Union pour la France (coalition électorale de 2022)}}                                            |
| 3. | Pensez à informer les contributeurs principaux de la page et les projets associés lorsque cela est possible. | Utilisez ce texte : {{subst:Avertissement débat d'admissibilité\|Union pour la France (coalition électorale de 2022)}}~~~~ |

Pour les articles homonymes, voir Union pour la France (homonymie).
L'Union Pour la France (UPF) était une coalition électorale formée pour les élections législatives de 2022. Elle regroupait plusieurs partis de droite souverainiste et patriote, à savoir Debout La France, Les Patriotes et Génération Frexit. Son objectif principal était de proposer une alternative aux blocs traditionnels en défendant une vision souverainiste, nationaliste et sociale, s’inscrivant dans la continuité du ralliement de Florian Philippot à la candidature de Nicolas Dupont-Aignan à la présidentielle de 2022.
L’Union Pour la France proposait un projet axé sur les libertés et la souveraineté nationale, avec notamment un référendum sur la sortie de l’Union européenne (frexit). Dans l’accord de coalition, DLF et les Patriotes obtiennent chacun près de 230 circonscriptions, tandis que Génération Frexit une dizaine.
À l’issue du premier tour des élections législatives, l’UPF obtient 1,08 % des suffrages et Nicolas Dupont-Aignan est le seul candidat à être qualifié au second tour dans la 8ème circonscription de l’Essonne, en arrivant en tête avec 33,34 % des voix. Il remporte ensuite le second tour face à la NUPES avec 57,26 % des voix, devenant le seul député (DLF) de l’alliance.

## Résultats électoraux

### Élections présidentielles
| Année | Candidat              | 1er tour | 1er tour | 1er tour |
| Année | Candidat              | Voix     | %        | Rang     |
| ----- | --------------------- | -------- | -------- | -------- |
| 2022  | Nicolas Dupont-Aignan | 725 176  | 2,06     | 9e       |

### Élections législatives
| Année | 1er tour | 1er tour | 1er tour | 2e tour | 2e tour | 2e tour | Sièges  | Gouvernement |
| Année | Voix     | %        | Rang     | Voix    | %       | Rang    | Sièges  | Gouvernement |
| ----- | -------- | -------- | -------- | ------- | ------- | ------- | ------- | ------------ |
| 2022  | 245 876  | 1,08     | 6e       | 19 306  | 0,09    | 6e      | 1 / 577 | Opposition   |